# ネポスこどもCLUB
『ネポスこどもCLUB』（ネポスこどもクラブ）は、オリエンタルランドの関連会社、OLC・ライツ・エンタテインメントが制作し、BSフジ・キッズステーションで放送されていた子供向け番組。
キャラクターのひとつである「ポポック」は、2007年10月1日から日本郵政グループのイメージキャラクターとして採用されていたが、2012年度末をもってイメージキャラクターとしての使用を終了した。

## 放送概要
2004年10月4日放送開始。子供のイマジネーションを育てる番組がモットーで、毎回さまざまなコーナーで構成されている。BSフジでは月～金曜の19:00～19:15に放送されていたほか、翌日9:15～9:30（金曜日放送分は月曜）に再放送されていた。キッズステーションでは月～金の10:00～、14:00～の2回放送していた。また「別冊版」として毎週土曜日に放送されていた。
2006年9月29日で放送終了。  
3DCGアニメ「ネポス・ナポス」が2006年11月よりバンダイチャンネルキッズにてインターネット配信された。

## ネポス・ナポス
雲の上に浮かぶクジラの雲の形をした不思議な世界を舞台に、さまざまな物語が展開される3DCGキャラクターアニメーション作品。
講談社の創作絵本「ネポス・ナポス まよいぐものおくりもの」が原作となっている。

### 登場キャラクター
- ネポ：加藤英美里
- パンナ：仙台エリ
- ラズー：坂本千夏
- リモ：かないみか
- ナップル：泉久実子
- ポポック：田中結子
- ティモ：柿原徹也
- ドントス：岩田光央
- パーヤ：岩尾万太郎
- マーヤ：小林沙苗
- プーバァ：宇垣秀成
- ピーノ：間島淳司
- フービー：うえだゆうじ

### スタッフ
- 企画：岡田忠明
- エクゼクティブ・プロデューサー：岡村秀夫、稲葉正治
- プロデューサー：浅野恵代（OLC・ライツ・エンタテイメント）、木曽由香里（アンサー・スタジオ）
- 監督：大賀俊二、川又浩
- キャラクターデザイン：ストライプスタジオ
- シリーズ構成：中瀬理香
- ミュージック・スーパーバイザー：立川直樹
- 音楽：都留教博
- デジタルプロダクションディレクター：羽山泰功
- CGIディレクター：畑田裕之
- 美術監督：水谷利春
- 演出助手：青木岳、鈴木裕美子
- アシスタント・プロデューサー：真下麻紀子
- 編集：掛須秀一、坂本久美子
- 音響監督：なかのとおる
- 音楽監督：合田豊
- 音響効果：横山正和
- 録音調整：亀田克治
- 録音：廣岡信貴
- 音響制作デスク：若林鮎子
- 録音スタジオ/音響制作：HALF H・P STUDIO
- アニメーションディレクター：川又浩
- 2Dレイアウト：宮川喜代美、千葉源太、若林幸子、倉川英楊、北澤精吾、鹿島功光
- 2Dラフアニメーション：箕輪博子、鈴木海帆、柿木直子、森本由布希、丸山千絵、北澤精吾、佐藤知果、倉川英楊、宮川喜代美、鹿島功光
- スキャン：沼田記一、岡本祥吾
- キャラクターセットアップ：近藤孝幸
- モデリングチーフ：八木武
- モデリング：高坂学、丸山佳苗、中務学
- ライティング：村上真理子、パトゥリ・フェルディナンド、久保井誠、島田繫治、成田慎也
- EFX：鈴木岳雪、那須信司、山本博生、林幸生、申在勲
- コンポジット：泉津井陽一、大原伸一、石原浩二
- 背景チーフ：井上岳
- 背景：中村咲子、鴇沢聡、平家高徳、川本亜夕、山根左帆、大山陽子、池田一樹、三浦匠、平田清孝、工藤ただし、秋元克己、塚越羽瑠奈、岩室雅子、岩本文美、本間薫
- システムエンジニア：石川文保
- プロダクションアシスタント：鮫島康輔、谷口貴史、外川純也、崔正憲
- アートワーク・コーディネータ：廣内明子
- 宣伝：吉沢弘行、岩下美佳
- 協力：T2スタジオ、トランジスタ・スタジオ、エイリアス・システムズ（英語版）、エヌジーシー、ジェイ・フィルム、イマジカ、草薙(KUSANAGI)、スタジオMAO、スタジオ風雅
- アニメーション制作：アンサー・スタジオ
- 製作：OLC・ライツ・エンタテイメント

### 主題歌
- オープニング・テーマ 作曲：都留教博
- エンディング・テーマ「Smile」 作詞：平原綾香作・編曲 服部隆之 / 歌 平原綾香（ドリーミュージック）
- 挿入歌「パナリル・パンナ」 歌 / 井上あずみ

### 各話リスト
- DVD 1巻

| サブタイトル         | シナリオ   | 絵コンテ   | CGアニメーションチーフ | CGアニメーション                                                                           |
| -------------------- | ---------- | ---------- | ---------------------- | ------------------------------------------------------------------------------------------ |
| リモのたからもの①    | 高橋ナツコ | 奥脇雅晴   | 河野秀一               | 土屋堅一、稲留智行、代田邦紀、雉鳥健太郎、、木地本珠生、黎柏賢、小澤恵                     |
| リモのたからもの②    | 高橋ナツコ | 奥脇雅晴   | 稲石祐喜子             | 今岡奈緒美、野平幸寿、村岡羊一、篠田周二、友野文恵、小松義弘、平松真由実、中村章子、大堀寛 |
| みんな、みてみて！   | 冨岡淳広   | 奥脇雅晴   | 佐藤智之               | 土屋堅一、平松真由美、木原啓雄、中村章子、大堀覚、元田康弘、小澤恵                         |
| あめのおと           | 中瀬理香   | 奥脇雅晴   | 長谷部哲也             | 大友浩嗣、庵原尊司、杉本裕紀、竹内剛治、尾中正明、中村久美子、廷々洋平                     |
| ポポックは郵便屋さん | 中瀬理香   | こだま兼嗣 | 長谷部哲也             | 土屋堅一、大友浩嗣、杉本裕紀、竹内剛治、尾中正明、中村久美子、庵原尊司、稲留知行、篠田周二 |

- DVD 2巻

| サブタイトル             | シナリオ   | 絵コンテ   | CGアニメーションチーフ | CGアニメーション                                                                                   |
| ------------------------ | ---------- | ---------- | ---------------------- | -------------------------------------------------------------------------------------------------- |
| ぼくらのひみつきち       | 福嶋幸典   | こだま兼嗣 | 清水和真               | 稲石祐喜子、野平幸寿、村岡羊一、篠田周二、小松義弘、友野文恵                                       |
| おひさまのかくれんぼ     | 中瀬理香   | こだま兼嗣 | 佐藤智之               | 平松真由美、木原啓雄、中村章子、大堀覚、元田康弘、小澤恵、河野秀一、代田邦紀、雉鳥健太郎、足立竜胆 |
| おばけなんてこわくない？ | 福嶋幸典   | こだま兼嗣 | 長谷部哲也             | 大友浩嗣、庵原尊司、杉本裕紀、竹内剛治、尾中正明、中村久美子、廷々洋平                             |
| さなぎ、みーつけた！     | 高橋ナツコ | こだま兼嗣 | 佐藤智之               | 土屋堅一、平松真由美、木原啓雄、中村章子、大堀覚、元田康弘、小澤恵                                 |

- DVD 3巻

| サブタイトル               | シナリオ   | 絵コンテ   | CGアニメーションチーフ | CGアニメーション                                                                             |
| -------------------------- | ---------- | ---------- | ---------------------- | -------------------------------------------------------------------------------------------- |
| むかしむかし、ねがいの山に | 冨岡淳広   | こだま兼嗣 | 清水和真               | 稲石祐喜子、野平幸寿、村岡羊一、篠田周二、小松義弘、友野文恵                                 |
| オレンジ色のてがみ         | 高橋ナツコ | こだま兼嗣 | 河野秀一               | 稲留知行、代田邦紀、雉鳥健太郎、木地本珠生、足立竜胆、黎柏賢                                 |
| パナリル♪パンナ            | 高橋ナツコ | こだま兼嗣 | 清水和真               | 土屋堅一、稲石祐喜子、今岡奈緒美、野平幸寿、尾中正明、村岡羊一、篠田周二、小松義弘、友野文恵 |
| ふしぎなたね               | 冨岡淳広   | 奥脇雅晴   | 佐藤智之               | 土屋堅一、平松真由美、木原啓雄、中村章子、大堀覚、元田康弘、小澤恵                           |

- DVD 4巻

| サブタイトル                 | シナリオ   | 絵コンテ   | CGアニメーションチーフ | CGアニメーション                                                                                       |
| ---------------------------- | ---------- | ---------- | ---------------------- | --- |
| ラズーの大きなゆめ           | 高橋ナツコ | こだま兼嗣 | 河野秀一               | 土屋堅一、稲留知行、代田邦紀、雉鳥健太郎、木地本珠生、足立竜胆、黎柏賢                                 |
| ごめんねがいえなくて         | 福嶋幸典   | こだま兼嗣 | 長谷部哲也             | 大友浩嗣、庵原尊司、杉本裕紀、竹内剛治、尾中正明、中村久美子、廷々洋平                                 |
| ナップルのファッションショー | 中瀬理香   | こだま兼嗣 | 佐藤智之               | 平松真由美、木原啓雄、中村章子、大堀覚、元田康弘、小澤恵                                               |
| みんなではいたつ             | 中瀬理香   | こだま兼嗣 | 長谷部哲也             | 大友浩嗣、庵原尊司、杉本裕紀、竹内剛治、尾中正明、中村久美子、廷々洋平、河野秀一、代田邦紀、木地本珠生 |

- 「むかしむかし、ねがいの山に」英語版収録
- DVD 5巻

| サブタイトル            | シナリオ | 絵コンテ   | CGアニメーションチーフ | CGアニメーション                                                                             |
| ----------------------- | -------- | ---------- | ---------------------- | -------------------------------------------------------------------------------------------- |
| まよいぐものおくりもの① | 中瀬理香 | こだま兼嗣 | 長谷部哲也             | 土屋堅一、尾中正明、中村久美子、大堀覚、大友浩嗣、竹内剛治、木原啓雄、稲留知行               |
| まよいぐものおくりもの② | 中瀬理香 | こだま兼嗣 | 佐藤智之               | 土屋堅一、平松真由美、庵原尊司、杉本裕紀、中村章子、尾中正明、中村久美子、竹内剛治           |
| パーヤのはたけ          | 中瀬理香 | こだま兼嗣 | 河野秀一               | 土屋堅一、稲留知行、雉鳥健太郎、元田康弘、足立竜胆、代田邦紀、木地本珠生、佐藤智之、木原啓雄 |
| オレさまドントス！      | 中瀬理香 | 奥脇雅晴   | 佐藤智之               | 土屋堅一、平松真由美、木原啓雄、中村章子、大堀覚、元田康弘、小澤恵                           |
| かがみの谷のネポ        | 中瀬理香 | こだま兼嗣 | 長谷部哲也             | 大友浩嗣、庵原尊司、杉本裕紀、竹内剛治、尾中正明、中村久美子、廷々洋平                       |

- DVD 6巻

| サブタイトル               | シナリオ   | 絵コンテ   | CGアニメーションチーフ | CGアニメーション                                                                             |
| -------------------------- | ---------- | ---------- | ---------------------- | -------------------------------------------------------------------------------------------- |
| そらをとびたい             | 中瀬理香   | こだま兼嗣 | 河野秀一               | 稲留知行、代田邦紀、雉鳥健太郎、木地本珠生、黎柏賢                                           |
| あたらしいおひさま         | 高橋ナツコ | こだま兼嗣 | 河野秀一               | 土屋堅一、稲留智行、代田邦紀、雉鳥健太郎、木地本珠生、足立竜胆、黎柏賢                       |
| マーヤのえがお             | 中瀬理香   | こだま兼嗣 | 長谷部哲也             | 大友浩嗣、竹内剛治、杉本裕紀、今岡奈緒美、村岡羊一、野平幸寿、中村久美子、尾中正明、庵原尊司 |
| おたんじょうび会に行こう！ | 福嶋幸典   | こだま兼嗣 | 清水和真               | 稲石祐喜子、野平幸寿、村岡羊一、篠田周二、小松義弘、友野文恵                                 |

- 「みんなではいたつ」英語版収録

## その他のコーナー
- ノディ
- キミならどうする?
- ネポス・ダンス
- What`s up? ネポス!
- きょうのくもはどんなくも?

## 番組出演者
- 江戸むらさき
- 三井智映子
- 柳野玲子